# Saxofoonconcert (Holbrooke)
De Britse componist Joseph Holbrooke voltooide zijn Saxofoonconcert in Bes opus 88 in mei 1927.
Rond 1927 was de saxofoon in al haar stemmingen nog geen vast onderdeel van het symfonieorkest dan wel symfonisch programma. Het muziekinstrument werd daartoe te experimenteel gevonden; het paste meer in de jazzmuziek. Toch verschenen er regelmatig composities, waarbij het instrument werd voorgeschreven, maar dan toch vooral van Franse origine. Holbrookes saxofoonconcert was het eerste werk in de vorm van een concerto voor saxofoon van Britse bodem. Dat de saxofoon nog niet geheel geaard was in de Britse klassieke muziek bleek bij de première op 24 november 1927. Het werd namelijk niet uitgevoerd door een saxofonist, maar door een klarinettist, wiens liefhebberij de saxofoon was. Walter Lear was daarbij de solist en hij werd begeleid door het Guildford Symphony Orchestra (amateurorkest) onder leiding van Claud Powell in de Assembly Hall in Luton tijdens een abonnementsconcert.  
Het werk heeft in de solopartij een changement voor saxofoons. De solist zou in opzet moeten wisselen tussen sopraansaxofoon, altsaxofoon en tenorsaxofoon. In later tijd verviel die laatste. Het benodigde register valt namelijk in het gebied van sopraan- en altsaxofoon. Het werk kreeg de klassieke driedelige opzet van een concerto mee, maar ontbeert eigenlijk een langzaam deel:
- Barcarolle, allegretto grazioso, met sopraansaxofoon
- Serenade, allegretto e espressivo, met altsaxofoon
- Rondo, con brio met sopraan- en altsaxofoon

Verder kent het nog een aantal verwijzingen naar het klassieke concert met terugkerende thema's en cadens voor de solist. Daarbij verwijst Gareth Vaughan in de Dutton-Vocalion-uitgave naar de lichte klanken die te horen zijn in werken van Claude Debussy. De jazz is toch te horen in deel drie, dat destijds soms als "goedkoop" werd afgedaan.  
Walter Lear bleef een aantal jaren promotor van dit concert, maar kon niet voorkomen dat het in de vergetelheid raakte, het zou bijna alle werken van Holbrooke overkomen. Holbrooke schreef zelf nog wat verder aan dit werk; er is een versie bekend waarbij de saxofoons worden begeleid door piano (in 2018 in druk bij Blenheim Press) en een versie als Saxofoonsonate voor saxofoon en piano.